# Liste der Biografien/Stom
Liste der Biografien |
Portal Biografien |
Personensuche
# |
A |
B |
C |
D |
E |
F |
G |
H |
I |
J |
K |
L |
M |
N |
O |
P |
Q |
R |
S |
T |
U |
V |
W |
X |
Y |
Z |
?
 
Sa |
Sb |
Sc |
Sd |
Se |
Sf |
Sg |
Sh |
Si |
Sj |
Sk |
Sl |
Sm |
Sn |
So |
Sp |
Sq |
Sr |
Ss |
St |
Su |
Sv |
Sw |
Sy |
Sz
 
Sta |
Ste |
Sth |
Sti |
Stj |
Stl |
Sto |
Str |
Sts |
Stt |
Stu |
Stv |
Stw |
Sty
 
Stoa |
Stob |
Stoc |
Stod |
Stoe |
Stof |
Stog |
Stoh |
Stoi |
Stoj |
Stok |
Stol |
Stom |
Ston |
Stoo |
Stop |
Stoq |
Stor |
Stos |
Stot |
Stou |
Stov |
Stow |
Stox |
Stoy |
Stoz
Die Liste der Biografien führt alle Personen auf, die in der deutschsprachigen Wikipedia einen Artikel haben. Dieses ist eine Teilliste mit 33 Einträgen von Personen, deren Namen mit den Buchstaben „Stom“ beginnt.

## Stom
- Stom, Augustin, niederländischer Maler
- Stom, Ben (1886–1965), niederländischer Fußballspieler
- Stom, Matthias, niederländischer oder flämischer Maler

### Stoma
- Stoma, Saulius (* 1954), litauischer Politiker, Schriftsteller und Publizist

### Stomb
- Stomberg, Thomas (* 1987), deutscher Schachspieler
- Štombergas, Saulius (* 1973), litauischer Basketballspieler

### Stomi
- Stomios, griechischer Bildhauer
- Stomius, Johannes (1502–1562), Musiker, Pädagoge, Humanist, lateinischer Poet und Schulmann

### Stomm
- Stomma, Stanisław (1908–2005), polnischer Publizist und Politiker, Mitglied des Sejm
- Stomme, Maerten Boelema de (* 1611), Maler des Niederländischen Goldenen Zeitalters
- Stommel, Eduard (1910–1958), deutscher Kirchenhistoriker und Christlicher Archäologe
- Stommel, Gottfried (1847–1933), deutscher Dramatiker, Schriftsteller und Librettist
- Stommel, Hanna (1927–2021), deutsche Pädagogin und Heimatforscherin
- Stommel, Heinrich (1842–1917), deutsch-amerikanischer Geistlicher
- Stommel, Henry (1920–1992), US-amerikanischer Ozeanograph
- Stommel, Julie (1813–1888), deutsche Stilllebenmalerin der Düsseldorfer Schule
- Stommel, Karl (1922–1989), deutscher Lehrer und Historiker
- Stommel, Leonhard (1817–1868), preußischer Verwaltungsjurist und Landrat der Kreise Kleve und Neuss
- Stommel, Maria (1914–1990), deutsche Politikerin (CDU), MdB
- Stommel, Paul (* 2002), deutscher Volleyballspieler
- Stommel, Wilhelm Peter (* 1938), deutscher Politiker (CDU), MdB
- Stommelen, Rolf (1943–1983), deutscher Formel-1-RennfahrerRolf Stommelen (1943–1983)

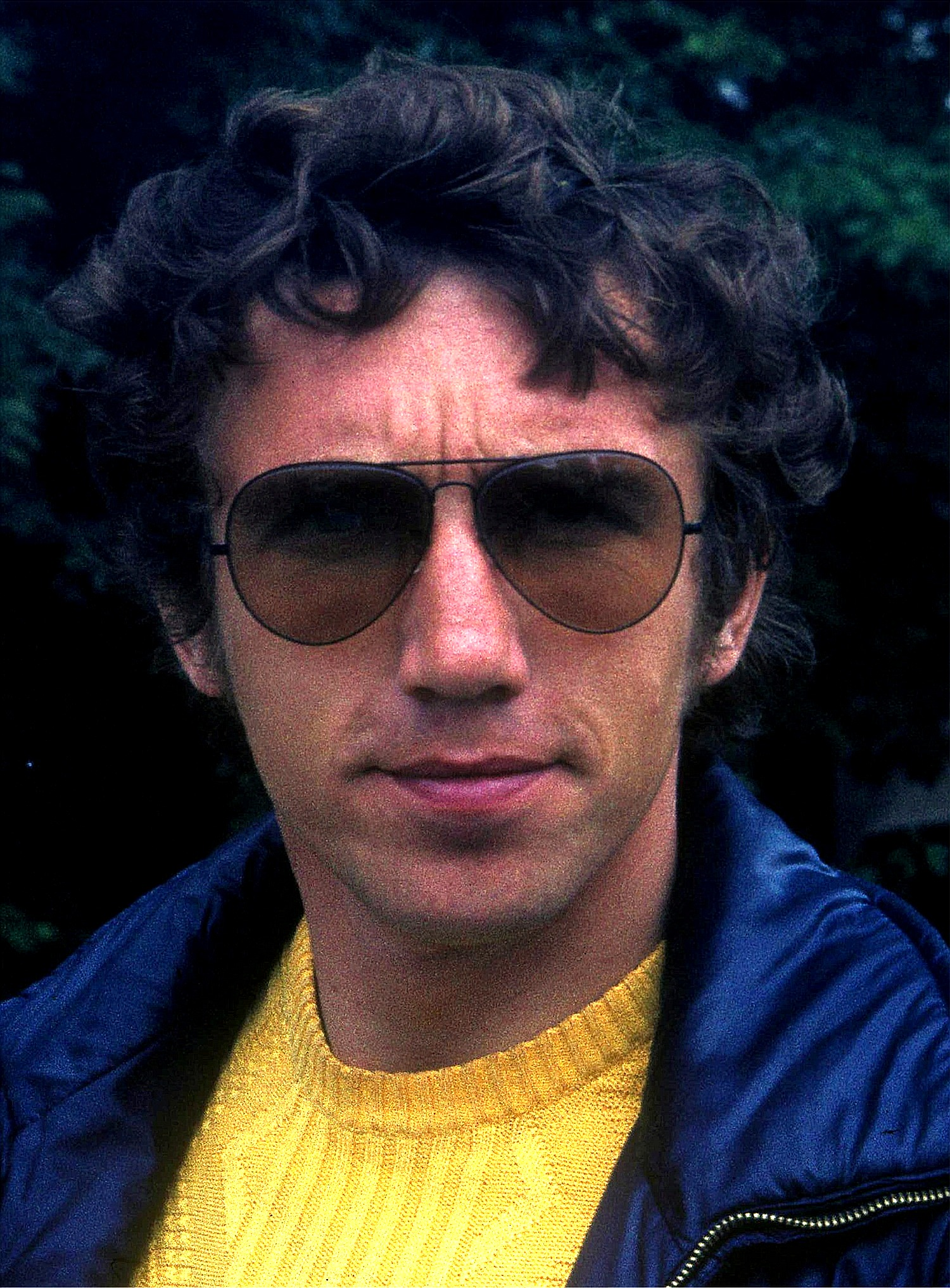
Rolf Stommelen (1943–1983)

- Stömmer, Franziska (1922–2004), bayerische Volksschauspielerin und Charakterdarstellerin

### Stomo
- Stomonjakow, Boris Spiridonowitsch (1882–1940), sowjetischer Diplomat bulgarischer Herkunft

### Stomp
- Stompé, Co (* 1962), niederländischer Dartspieler
- Stompel, Józef (* 1933), polnischer Pianist und Musikpädagoge
- Stomphorst, Nomi (* 1992), niederländische Wasserballspielerin
- Stompor, Stephan (1931–1995), deutscher Musikwissenschaftler und Dramaturg
- Stomporowski, Bernhard (* 1966), deutscher Ruderer
- Stomps, Louise (1900–1988), deutsche Bildhauerin und Grafikerin
- Stomps, Theodoor Jan (1885–1973), niederländischer Botaniker und Genetiker
- Stomps, Victor Otto (1897–1970), deutscher Verleger und Schriftsteller
- Stomps, Viktor (1826–1907), deutscher Richter und Parlamentarier